# Егоровка (Одесская область)
Егоровка (укр. Єгорівка) — село, относится к Раздельнянскому району Одесской области Украины.
Население по переписи 2001 года составляло 890 человек. Почтовый индекс — 67470. Телефонный код — 4853. Занимает площадь 3,284 км². Код КОАТУУ — 5123981401.
В селе расположен Иоанновский женский монастырь, входящий в юрисдикцию РПЦЗ(А).

## История
Во время голода в январе-феврале 1933 года в селе погибло 460 человек. В 1945 г. Указом ПВС УССР село Фештерово переименовано в Егоровку.

## Известные жители и уроженцы
- Е. Х. Ферстер (1756—1826) — российский командир эпохи наполеоновских войн, генерал-лейтенант Русской императорской армии.
- В. Я. Самойлов (1924—1999) — Народный артист СССР[4]